# Oleg Alexejewitsch Jessin
Oleg Alexejewitsch Jessin (russisch Олег Алексеевич Есин; * 7. Septemberjul. / 20. September 1904greg. in Jekaterinburg; † 13. August 1979 in Swerdlowsk) war ein russischer Chemiker, Physikochemiker, Metallurg und Hochschullehrer.

## Leben
Jessins Vater starb bereits 1909. Als Dreizehnjähriger begann Jessin zu arbeiten. Nach dem Besuch der RabFak begann er 1920 das Studium am  Uraler Polytechnischen Institut (UPI), das er 1925 als Elektrochemiker abschloss. Es folgte die dreijährige Aspirantur. 1929 wurde er nach Dresden zu Erich Müller geschickt. Nach seiner Rückkehr 1930 arbeitete er weiter im UPI zunächst als Assistent und Dozent und ab 1934 als Professor am Lehrstuhl für elektrochemische Verfahrenstechnik. Er untersuchte die Elektrolysevorgänge im Hinblick auf die Entladung der Ionen an den Elektroden. Mit seinen Arbeiten zur Theorie der elektrochemischen Doppelschicht an der Metall-Elektrolyt-Grenze wurde er weltweit bekannt.
1935–1940 leitete Jessin den Lehrstuhl für Physikalische Chemie der Uraler Universität. Unter Jessins Leitung untersuchte der spätere Professor B. F. Markow 1937 im Rahmen seiner Diplomarbeit die Adsorption von Iodionen auf Quecksilber in Abhängigkeit von der Elektrolytkonzentration. Ihr Untersuchungsergebnis wurde auf der internationalen Elektrochemie-Konferenz in Kanada als Esin-Markov-Effekt bekannt.
Während des Deutsch-Sowjetischen Krieges verbesserte Jessin die Produktionsprozesse in der Kupferelektrolytraffinerie in Werchnjaja Pyschma, löste die Probleme bei der Produktion des Kupfer-Eisen-Bimetalls für Patronenhülsen und Granaten und richtete die erste Kupferpulverproduktion für Panzer- und Flugzeugmotoren in der UdSSR ein.
Ab 1943 leitete Jessin den Lehrstuhl für Theorie der metallurgischen Prozesse des UPI (bis 1969). 1949 gründete er im Institut für Chemie und Metallurgie der Ural-Abteilung der Akademie der Wissenschaften der UdSSR das Laboratorium für Physikalische Chemie der metallurgischen Schmelzen, das er bis 1971 leitete und dessen Berater er dann war. 1953 wurde er Doktor der technischen Wissenschaften. 1961 richtete er im UPI physikochemische Untersuchungen metallurgischer Prozesse als neue Fachrichtung ein.

## Ehrungen, Preise
- Orden des Roten Banners der Arbeit (1951, 1974)
- Leninorden (1958)
- Verdienter Wissenschaftler der RSFSR (1964)
- Staatspreis der UdSSR (1982 postum)